# Trenton Ducati

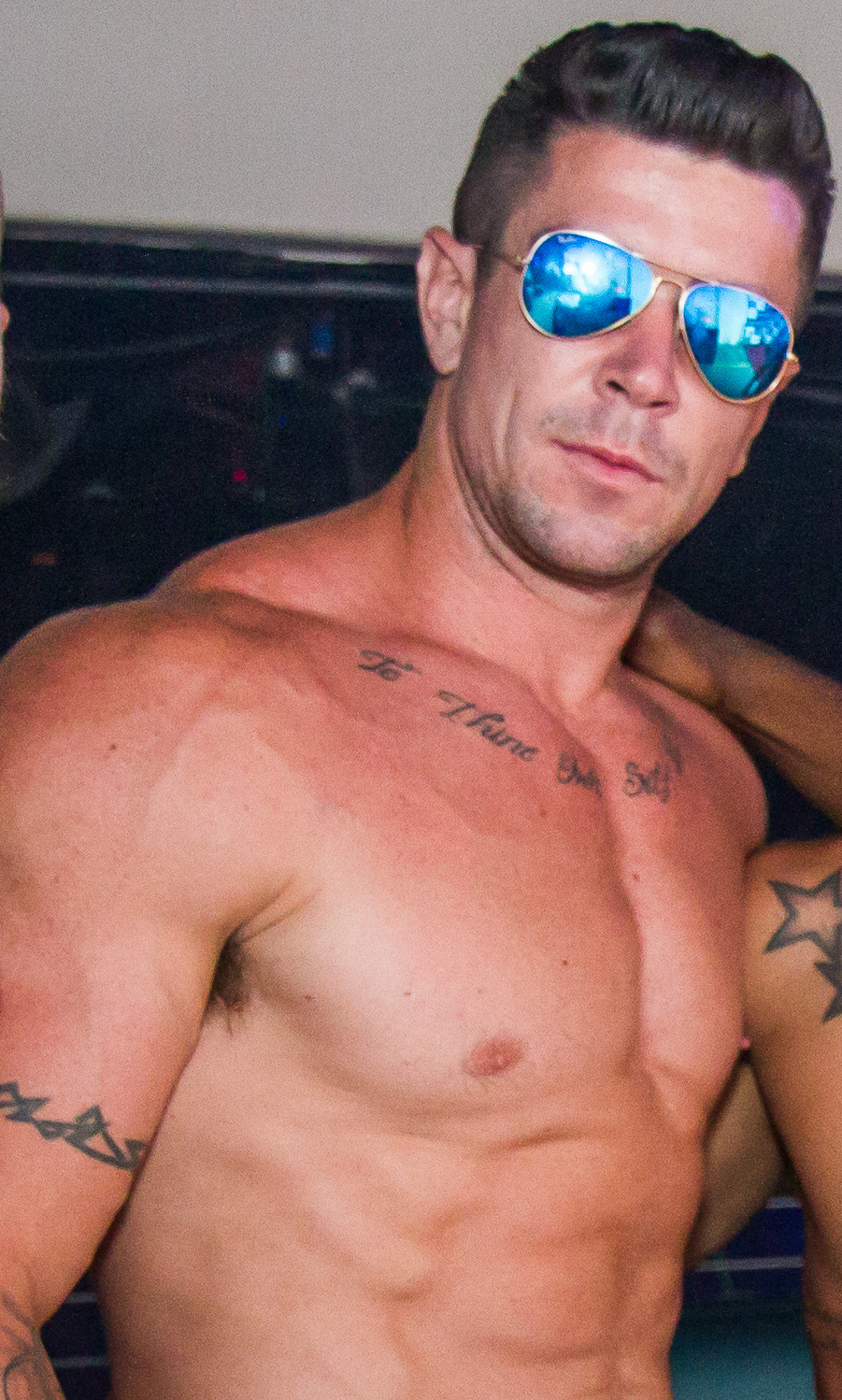
Trenton Ducati

Trenton Ducati (* 10. August 1977 in Houston, Texas) ist ein US-amerikanischer Pornodarsteller.

## Leben
Ducati ist italienischer Abstammung. Er wuchs mit seinen beiden Geschwistern (einem Bruder und einer Schwester) zunächst in Texas auf. Als Ducati 8 Jahre alt war, zog seine Familie nach Santa Fe im US-Bundesstaat New Mexico. Dort besuchte er die St. Michael’s High School. Während der High-School-Zeit spielte er Baseball und Football.
Ursprünglich wollte Ducati Cowboy und professioneller Rodeo-Reiter werden. Im Alter zwischen 13 und 21 Jahren war er als Rodeo-Reiter sowohl im Bullenreiten als auch im Pferde-Rodeo aktiv und nahm an mehreren Wettbewerben, u. a. an der Amateur-Rodeo-Weltmeisterschaft in South Carolina, teil. Er war Mitglied der Professional Rodeo Cowboys Association und hatte seinen Sponsoren-Vertrag mit Subway. Neben dem Rodeo betrieb er intensiv Bodybuilding. Nach der Aufgabe seiner Rodeo-Laufbahn zog er nach Seattle, wo er als Personal Trainer, zeitweise auch bei Subway, arbeitete. Ducati konsumierte in jener Zeit intensiv Drogen, war wegen Drogenbesitzes und Drogenproblemen einige Zeit im US-Bundesstaat Washington im Gefängnis und erhielt schließlich die Chance zur Teilnahme an einem Rehabilitationsprogramm. Nach seinem Gefängnisaufenthalt arbeitete er im Fitness-Club Gold’s Gym in Seattle als Personal Trainer. Dort wurde er Personal Trainer des US-amerikanischen Porno-Darstellers Jimmy Durano; Ducati und Durano wurde auch privat Freunde. Über Durano kam er auch in die Porno-Branche. Durano sandte Ducatis Fotos an die Produktionsfirma Titan Media ein, die Ducati daraufhin unter Vertrag nahm.
Ende 2013 gründete Ducati seine eigene Model-Agentur Ducati Models, die vornehmlich Porno-Darsteller, aber auch Drag Queens, Go-Go-Boys und DJs vermittelt. Ducati engagiert sich aktiv im Kampf gegen Drogen, insbesondere gegen Crystal Meth, von dem er selbst über 15 Jahre abhängig war. Seit 2008 ist Ducati nach eigenen Angaben „clean“. Er initiierte u. a. die #KILLMETH Kampagne auf Twitter.
Ducati war ab 2012 insgesamt 11 Monate mit dem australischen Porno-Darsteller Tate Ryder liiert; Ducati und Ryder hatten sich beim Dreh für den Film Greece My Hole für Lucas Entertainment auf Mykonos in Griechenland kennengelernt. Mit Ryder spielte Ducati in mehreren Filmen zusammen und trat mit ihm auch gemeinsam bei Live-Shows auf. Beide wurden in dieser Zeit als „Real-Life-Couple“ intensiv werbewirksam vermarktet. Ducati und Ryder trennten sich im Frühjahr 2013.
Im Februar 2014 heiratete Ducati seinen neuen Lebensgefährten David, einen Go-Go-Tänzer und Stripper.
Im April 2013 zog Ducati nach San Diego; zeitweise lebte er auch in Los Angeles, New York City und London.

## Karriere
Ducati ist seit 2011 als Pornodarsteller in den Vereinigten Staaten tätig. Seinen Künstlernamen Trenton Ducati wählte er nach dem Namen eines Jungen, in den er im Alter von 15 Jahren verliebt war, und nach dem italienischen Motorradhersteller Ducati, seiner Lieblingsmarke für Motorräder. Ducati übernahm in seinen Filmen aktive und passive Oralsex-Szenen und war stets auch in Analsex-Szenen zu sehen, wobei er sowohl als „Top“, d. h. in der aktiven Rolle, als auch als „Bottom“, d. h. in der passiven Rolle, eingesetzt wurde. Innerhalb weniger Jahre entwickelte sich Ducati zu einem der vielbeschäftigsten Porno-Darsteller, insbesondere im „Versatile“-Bereich (aktiv und passiv wechselnd).
Im Oktober 2011 erhielt Ducati im Alter von 34 Jahren einen mehrjährigen Exklusiv-Vertrag bei Titan Media. Sein Debüt als Porno-Darsteller gab er in dem Film Incubus (2011) als Hauptdarsteller an der Seite seines Freundes und Klienten Jimmy Durano. Es folgten einige weitere Filme für Titan Media. Wenige Monate später arbeitete Ducati dann freiberuflich für alle großen Filmstudios für schwule Pornografie, u. a. für Hot House, Lucas Entertainment, Raging Stallion, Falcon Entertainment und NakedSword.
Anfang 2012 wurde er bei Raging Stallion und Falcon Entertainment unter Vertrag genommen. Sein Debüt für Falcon Entertainment gab er 2012 in dem Pornofilm Body Shop; seine „Flip-Flop“-Szene mit Erik Rhodes war Rhodes’ letzte Szene vor der Kamera vor seinem plötzlichen Tod im Juni 2012. 2012 stand Ducati außerdem für den zweiteiligen Pornofilm The Woods Part 1 und The Woods Part 2 für das Porno-Label Ragion Stallion vor der Kamera. Ducati spielte darin einen Park Ranger, der das spurlose Verschwinden von Männern untersuchen und aufklären soll. Ducati war in beiden Filmen wiederum sowohl als Top, als auch als Bottom zu sehen. Zu seinen Partnern gehörten u. a. Tomas Brand, Kyle King und Charlie Harding. Im ersten Teil hatte Ducati eine Sex-Szene mit einem mysteriösen Fremden, gespielt von dem schwedischen Porno-Star Tomas Brand, der mit dieser Szene sein Porno-Debüt gab.
Ducatis Rolle in Grindhouse (2012; für das Studio Naked Sword) trug autobiografische Züge; Ducati verkörperte einen Häftling im Gefängnis, dessen Wunsch es ist, Inhaber eines Strip-Clubs zu werden.
Mehrfach stand Ducati für Lucas Entertainment vor der Kamera. Er spielte dort u. a. in den Filmen Greece My Hole (2012; „Flip-Flop“-Bett-Szene mit Vito Gallo), The Power of Love (2012; in einer Outdoor-Szene mit Jonathan Agassi in einer einsamen Bucht), Assholes (2012), Awake (2012; Outdoor-Threesome mit Adam Killian und Alex Marte), Kings of New York (2013) und Love & Devotion (2013; mit dem russischen Twink Justin Cruise), in dem die romantische Seite schwuler Pornografie gezeigt wurde. Er drehte auch für Lucas Raunch, das Fetisch-Label des Studios. Für Lucas Entertainment drehte er 2013 auch seine ersten Bareback-Szenen in dem Film Trenton Ducati Goes Bareback.
Ducati arbeitete auch für mehrere pornografische Websites. 2012/2013 erschienen insgesamt vier Szenen bei dem auf Anzüge („Suits“) und Uniformen spezialisierten britischen Porno-Label MenAtPlay. Für Men.com erschienen zwischen 2012 und 2015 bisher insgesamt 17 Szenen und Filme mit Trenton Ducati. Im Dezember 2015 hatte er sein Debüt bei dem US-amerikanischen Porno-Label CockyBoys.
Ducati war Cover-Model und „Centerfold“ der Playgirl-Ausgabe Winter 2013. Außerdem erschienen zahlreiche Fotostrecken mit Trenton Ducati. Ducati arbeitete zeitweise auch als Escort; er gewann 2013 bei den International Escort Awards in der Kategorie „Bester Porn Star Escort“.
Ducati gewann mehrere bedeutende Preise der US-amerikanischen Pornoindustrie. Bei den XBIZ Awards 2013 wurde er als „Gay Performer of the Year“ ausgezeichnet. Bei den Grabby Awards 2013 wurde er „Performer of the Year“ und „Best Versatile Performer“. Bei den Grabby Awards 2014 und 2015 wurde er erneut als „Performer of the Year“ ausgezeichnet.

## Rollen-Image
Ducati verkörpert in seinen Filmen den „Daddy“-Typ. Häufig wurde er als „Muscle Daddy“, „Muscle Dad“ oder „Muscle Hunk“ bezeichnet. „Hunk“, „Stud“ und „Muscle Stud“ waren weitere typische Beschreibungen. Sein Aussehen wurde u. a. mit den Attributen „gutaussehend“, „stark“ und „männlich“ beschrieben. In Kritiken wurden häufig sein muskulöser Körper und sein markantes, gutes Aussehen hervorgehoben. Sein Aussehen wurde u. a. mit Hollywood-Stars wie Humphrey Bogart und Tyrone Power verglichen. Häufig wurde Ducati im Fetisch-Genre eingesetzt; er drehte Filme in Anzügen, Uniformen, Leder, mit durchsichtigen Socken, Strumpfhosen und Nylons. Ducati ist beschnitten; sein Körper weist zahlreiche, auch farbige Tattoos auf.

## Filmografie (Auswahl)
- 2011: Incubus (Titan Men)
- 2011: Sticking Point (TitanMen)
- 2012: Surveillance (TitanMen)
- 2012: Hot Wired (TitanMen)
- 2012: High Voltage (Raging Stallion)
- 2012: Body Shop (Falcon Studios)
- 2012: Trunks 7 (Hot House Entertainment)
- 2012: Stud Finder (TitanMen)
- 2012: Pure Sex (Raging Stallion)
- 2012: Insatiable (Hard Friction)
- 2012: Use Me Like A Tool (Raging Stallion)
- 2012: Malpractice (Hot House)
- 2012: In Yer Face! (Raging Stallion)
- 2012: Kiss Lick Suck Fuck (Hot House)
- 2012: Deep Inside Part 1 (Falcon Studios)
- 2012: Pack Attack 7 (Hot House)
- 2012: The Woods Part (Raging Stallion)
- 2012: The Woods Part 2 (Raging Stallion)
- 2012: Cock Craze (Raging Stallion)
- 2012: Stripped 1: Make It Rain (Raging Stallion)
- 2012: Never Enough (Raging Stallion)
- 2012: Greece My Hole (Lucas Entertainment)
- 2012: The Power of Love (Lucas Entertainment)
- 2012: Push, Pull, Squat, Thrust (Fetish Force/Raging Stallion)
- 2012: Tools Of The Trade (Hot House)
- 2012: Assholes (Lucas Entertainment)
- 2012: Awake (Lucas Entertainment)
- 2012: Grindhouse (Naked Sword)
- 2013: Cock Shot (Raging Stallion)
- 2013: Sun Kissed (Falcon Studios)
- 2013: The Dom (Hot House)
- 2013: The Sub (Hot House)
- 2013: Cock Tease (Raging Stallion)
- 2013: Powerload (Hard Friction/Raging Stallion)
- 2013: Close Up (TitanMen)
- 2013: Big Cocks Rock! 2 (Cocksure Men/Jake Cruise Presents)
- 2013: My Doctor Sucks (Hot House)
- 2013: Hole 1 (Raging Stallion)
- 2013: Harder. Faster. Rougher. (Lucas Raunch/Lucas Entertainment)
- 2013: Musclebound (Falcon Studios)
- 2013: Red Handed (Club Inferno/Hot House)
- 2013: Hole 2 (Raging Stallion)
- 2013: Pounded (Titan Men)
- 2013: Kings of New York (Lucas Entertainment)
- 2013: Love & Devotion (Lucas Entertainment)
- 2013: Easy Summer (Hot House)
- 2013: The Boy Who Cried DILF (Catalina)
- 2013: Hung Americans, Part 1 (Raging Stallion)
- 2013: Hung Americans, Part 2 (Raging Stallion)
- 2013: Trenton Ducati Goes Bareback (Lucas Entertainment)
- 2013: Size Matters (Raging Stallion)
- 2014: Harder Faster Rougher (Lucas Entertainment)
- 2014: California Dreamin' 2 (Falcon Studios)
- 2014: Present Arms (All Worlds Video)
- 2014: Under My Skin Part 1 (Raging Stallion)
- 2014: Addict (NakedSword)
- 2014: Fast Pace (Titan Media)
- 2014: Forgive Me Father (Icon Male)
- 2014: Sucked Off in Weird Places (Catalina Video)
- 2014: Sentenced: Don't Get Caught (Rascal Video, Channel 1 Releasing)
- 2014: Men Seeking Men (Icon Male)
- 2014: Football Hero (Icon Male)
- 2014: Gay Massage House (Icon Male)
- 2015: Daddy Chasers (Catalina Video)

## Preise und Auszeichnungen (Auswahl)
- 2013: Grabby Awards – Beste Gruppe (mit Dario Beck, Christopher Daniels und Spencer Reed)
- 2013: XBIZ Awards 2013 – Gay Performer des Jahres
- 2013: International Escort Awards – Bester Porn Star Escort
- 2013: International Escort Awards – Bester Body
- 2013: Grabby Awards 2013 – Bester Versatile Performer[32]
- 2013: Hotrods Awards 2013 – Bester Top
- 2014: Grabby Awards 2013 – Performer des Jahres
- 2014: Grabby Awards 2014 – Performer des Jahres[33]
- 2015: Grabby Awards – Performer des Jahres
- 2016: Cybersocket Web Awards  – Cybersocket Wall of Fame